# Glucocorticoidi di sintesi
I glucocorticoidi di sintesi sono un gruppo di farmaci utilizzati medicina come agonisti del cortisolo, un ormone secreto dai surreni.

## Effetti dei glucocorticoidi di sintesi
I glucorticoidi di sintesi hanno effetti analoghi a quelli del cortisolo, tra cui:
- Effetti antinfiammatori e immunosoppressori[1][2][3][4][5]
  - Soppressione della liberazione di mediatori dell'infiammazione come i leucotrieni, citochine e chemochine.[6]
  - Soppressione della liberazione di prostaglandine e del fattore di attivazione piastrinica.
  - Inibizione dell'esposizione endoteliale di molecole di adesione leucocitaria.
  - Inibizione della chemiotassi e della diapedesi leucocitaria.
  - Inibizione delle degranulazione mastocitaria
  - Riduzione dei linfociti, granulociti eosinofili e granulociti basofili circolanti per migrazione leucocitaria dal sangue al tessuto linfatico.
  - Inibizione dell'attività mitotica dei macrofagi tissutali.
  - Ad alte dosi, Inibizione della produzione di anticorpi.
- Effetti metabolici
  - Stimolazione della fosfoenolpiruvato carbossichinasi (con innesco della gluconeogenesi).
  - Stimolazione della glucosio-6-fosfatasi (con rilascio di glucosio in circolo).
  - Stimolazione della liberazione di aminoacidi secondaria a catabolismo muscolare (substrato necessario per la gluconeogenesi).
  - Inibizione della captazione del glucosio da parte delle cellule muscolari.
  - Stimolazione della produzione di insulina. Tuttavia, gli effetti ipoglicemizzanti dell'insulina sono valicati dall'insulino-resistenza provocata dai glucocorticoidi; questo porta ad una iperglicemia in un contesto di iperinsulinismo.
  - Stimolazione della lipolisi
  - Stimolazione della lipogenesi
- Effetti sul sistema endocrino
  - Soppressione della liberazione ipofisaria di ACTH, GH, TSH e LH.
  - Soppressione dell'attività della vitamina D attivata.[7]
  - Ridistribuzione del grasso corporeo in zona facciale, viscerale, nucale e sopraclavicolare.
- Effetti sul sistema nervoso centrale
  - Insonnia e euforia seguite da depressione.
  - Ad alte dosi, aumento della pressione endocranica.
- Altri effetti
  - Produzione di surfattante nel polmone fetale.
  - Aumento del numero di piastrine ed eritrociti.
  - Predisposizione allo sviluppo di ulcera peptica.

## Fonti
I glucocorticoidi di sintesi sono prodotti a partire dall'acido colico (origine animale) o dalla diosgenina, ricavata da piante della famiglia delle Liliacee o delle Dioscoreacee.

## Caratteristiche
I glucocorticoidi di sintesi possiedono affinità differenti per il recettore dei glucocorticoidi e per il recettore dei mineralcorticoidi rispetto al cortisolo. Diverse modificazioni permettono inoltre di aumentare l'emivita di questi composti sintetici. In particolare:
- Metilazione in posizione 2 e/o 16
- Alogenazione in posizione 9
- Insaturazione del legame tra il carbonio 1 e il carbonio 2.

Il doppio legame tra il carbonio 1 e il carbonio 2 sono inoltre escreti in forma libera (metabolismo epatico assente).

## Farmacocinetica
I glucocorticoidi, in virtù della natura steroidea, sono liberamente assorbiti dopo dispensazione orale. L'uso topico (cutaneo, oculare o nebulizzatori) ha cinetiche di assorbimento variabile e difficilmente valutabili. Si distinguono glucorticoidi a breve durata d'azione, a durata intermedia e a lunga durata.
- Glucocorticoidi di sintesi a breve durata d'azione
  - Prednisone
  - Prednisolone
  - Metilprednisolone
  - Meprednisone
- Glucocorticoidi di sintesi a intermedia durata d'azione
  - Triamcinolone
  - Parametasone
  - Fluprednisolone
- Glucocorticoidi di sintesi a lunga durata d'azione
  - Betametasone
  - Desametasone
- Non comprovati
  - Isoflupredone

## Farmacodinamica
I glucocorticoidi di sintesi, analogamente al cortisolo, sono in grado di legare il recettore per i glucocorticoidi e per i mineralcorticoidi. Definendo la potenza farmacologica del cortisolo pari a 1 si possono identificare le seguenti attività farmacodinamiche:
| Glucocorticoide di sintesi | Azione anti-infiammatoria | Azione mineral-corticoide | Dosaggio equivalente orale | Emivita plasmatica | Via di somministrazione    |
| -------------------------- | ------------------------- | ------------------------- | -------------------------- | ------------------ | -------------------------- |
| Cortisolo                  | 1                         | 1                         | 20 mg                      | 60-90 minuti       | Orale, iniettabile, topico |
| Cortisone                  | 0.8                       | 0.8                       | 25 mg                      | 30 minuti          | Orale, iniettabile, topico |
| Prednisone                 | 4                         | 0.3                       | 5 mg                       | 1 ora              | Orale                      |
| Prednisolone               | 5                         | 0.3                       | 5 mg                       | 2- 3 ore           | Orale, iniettabile, topico |
| Metilprednisolone          | 5                         | 0                         | 4 mg                       | 3 - 4 ore          | Orale, iniettabile, topico |
| Meprednisone               | 5                         | 0                         | 4 mg                       | //                 | Orale, iniettabile         |
| Triamcinolone              | 5                         | 0                         | 4 mg                       | 1 - 2 ore          | Orale, iniettabile, topico |
| Parametasone               | 10                        | 0                         | 2 mg                       | //                 | Orale, iniettabile         |
| Fluprednisolone            | 15                        | 0                         | 1.5 mg                     | //                 | Orale                      |
| Betametasone               | 25-40                     | 0                         | 0.6 mg                     | 36 - 54 ore        | Orale, iniettabile, topico |
| Desametasone               | 30                        | 0                         | 0.75 mg                    | 36 - 54 ore        | Orale, iniettabile, topico |

## Utilizzo clinico
I glucocorticoidi di sintesi trovano vasto impiego in clinica, tra cui:
- Disfunzioni corticosurrenaliche
  - Terapia sostitutiva nella malattia di Addison
  - Terapia sostitutiva nell'iperplasia corticosurrenalica congenita attraverso somministrazione di desametasone nella madre del feto affetto.
  - Terapia sostitutiva in seguito a surrenectomia
- Scopo diagnostico, per identificare una sindrome di Cushing attraverso il test di soppressione al desametasone
- Stimolazione della maturazione polmonare del feto
- Allergie
  - Terapia dell'orticaria allergica
  - Terapia della rinite allergica
  - Terapia della malattia da siero
- Malattie oculari
  - Uveite
  - Congiuntivite
  - Coroidite
  - Neurite ottica
  - Esoftalmo da ipertiroidismo
- Disturbi gastrointestinali
  - Malattia di Crohn
  - Rettocolite ulcerosa
- Disturbi ematologici
  - Anemia emolitica
  - Leucemia
  - Mieloma multiplo
- Disturbi renali
  - Glomerulonefrite
- Malattie polmonari
  - Sarcoidosi
  - Sindrome da distress respiratorio
  - Asma bronchiale
- Malattie ossee e articolari
  - Artrite reumatoide
  - Spondiloartriti sieronegative
  - Tenosinovite
  - Borsite
- Connettiviti
  - Lupus eritematoso sistemico
  - Dermatomiosite
  - Polimiosite
  - Sclerosi sistemica
- Vasculiti
- Trapianti d'organo

## Effetti avversi
Gli effetti avversi sono direttamente connessi con il meccanismo d'azione. Si distinguono:
- Immunosoppressione
- Iperglicemia e diabete
- Ipotrofia delle masse muscolari
- Debolezza muscolare
- Incremento della deposizione di grasso
- Fragilità capillare (eccessivo catabolismo del collagene capillare)
- Osteoporosi
- Ipertensione
- Ipokaliemia
- Ritardo di crescita nel bambino
- Irregolarità del ciclo mestruale
- Agitazione ed insonnia